# 多宇部貞人
多宇部 貞人（たうべ さだと）は、日本のライトノベル作家。

## 経歴
愛知県名古屋市生まれ、東京都育ち、東京都在住。2010年に行なわれた第17回電撃大賞 小説部門にて投稿作『シロクロネクロ』が大賞を受賞し、プロ作家デビューした。
初めて書いた小説は、小学校高学年の頃に書いた、ゲーム「MOTHER」のゲームブックであったという。

## 作品リスト

### 書籍
- シロクロネクロ（電撃文庫、2011年2月）
- シロクロネクロ II（電撃文庫、2011年5月）
- シロクロネクロ III（電撃文庫、2012年2月）
- シロクロネクロ IV（電撃文庫、2013年2月）
- 断罪のレガリア ―ソロモンの継承者（電撃文庫、2013年7月）
- 断罪のレガリア II ―星の偶像（電撃文庫、2013年12月）
- 封神裁判（電撃文庫、2014年8月）
- ラグナロク・トライアル ―新・封神裁判―（電撃文庫、2014年12月）
- 魔探偵×ホームズ (電撃文庫、2015年5月)
- 青の海賊剣士 (電撃文庫、2015年11月)
- あくまで魔王の究極菜譜 (電撃文庫、2016年8月)
- 輪廻剣聖 持ち手を探して奴隷少女とゆく異世界の旅（ダッシュエックス文庫、2017年9月）
- イルダーナフ End of Cycle（KADOKAWA、2021年8月）

### 電子書籍
- ガールズ ラジオ デイズ (IIV、2020年2月[3]）

### ゲーム
- 異世界で始める偉人大戦争 陣取りしてみませんか (Eyedentity Games Japan/2019年) -シナリオ構成